# 岡正晶
岡 正晶（おか まさあき、1956年〈昭和31年〉2月2日 - ）は、日本の弁護士。最高裁判所判事。法務省法制審議会民法部会委員、第一東京弁護士会会長、日本弁護士連合会副会長などを歴任。香川県綾歌郡国分寺町（現・高松市）出身。

## 略歴
- 1974年（昭和49年）- 香川県立高松高等学校を卒業。[3]
- 1979年（昭和54年）- 司法試験に合格。
- 1980年（昭和55年）- 東京大学法学部を卒業。[3]
- 1982年（昭和57年）- 
  - 弁護士登録。
  - 梶谷綜合法律事務所に入所。[1]
- 1986年（昭和61年）- 公益財団法人日本税務研究センター研究員（所得税）[3]
- 1996年（平成8年）- 宅地建物取引主任者資格試験委員[3]
- 2004年（平成16年）- 株式会社ニフコ社外監査役[3]
- 2005年（平成17年）- 東京大学法科大学院講師[3]
- 2008年（平成20年）- 第一東京弁護士会副会長[3]
- 2009年（平成21年）- 法務省法制審議会民法部会委員に着任（2015年 〈平成27年〉まで）。[3]
- 2010年（平成22年）- 日本弁護士連合会倒産法制等検討委員会委員長[3]
- 2011年（平成23年）- 全国農業協同組合連合会経営管理委員[3]
- 2012年（平成24年）- 梶谷綜合法律事務所代表[1]
- 2014年（平成26年）- 事業再生研究機構代表理事[3]
- 2015年（平成27年）
  - 第一東京弁護士会会長（平成27年度）に着任。[3]
  - 日本弁護士連合会副会長（平成27年度）に着任。[3]
  - 株式会社三井住友銀行社外監査役に着任。[3]
- 2016年（平成28年）- 日本公認会計士協会品質管理審議会委員[3]
- 2018年（平成30年）- 住友生命保険相互会社社外取締役[3]
- 2019年（令和元年）- 株式会社三井住友銀行社外取締役[3]
- 2021年（令和3年） - 最高裁判所判事[3]。10月31日の最高裁判所裁判官国民審査において、罷免を可とする票3,544,361票、罷免を可とする率6.20%で信任[4]。

## その他
- 広島県選挙管理委員会が2021年最高裁判所裁判官国民審査の投票用紙で、審査対象となる岡正晶裁判官の「晶」を「昌」と誤記していたことが判明したため、約236万枚を廃棄して約1200万円かけて印刷し直す事態となった[5]。